# 瓦爾米耶拉
瓦爾米耶拉是拉脫維亞瓦尔米耶拉市镇内的城市及其行政中心。面積19.35平方公里，2021年人口数量为22,971人。是維澤梅历史地區的最大城市。
瓦爾米耶拉位於几条重要道路的交叉处，在首都里加東北100公里处，北面50公里是愛沙尼亞邊境。橫跨高亞河兩岸。
瓦爾米耶拉在2021年7月前为单独的共和国城市。自2021年7月1日起，与其它市镇合并为新的瓦尔米耶拉市镇，并成为新市镇的行政中心。

## 姐妹城市
- 丹麦措斯楚普
- 爱沙尼亚維爾揚迪
- 法國馬爾利
- 德国哈雷
- 波蘭茲敦斯卡沃拉
- 俄羅斯普斯科夫
- 瑞典松德比贝里